# СПРУТ-ТП
СПРУТ-ТП — программное обеспечение для автоматизированного проектирования и нормирования технологических процессов.
СПРУТ-ТП — российская САПР ТП, используемая для формирования технической документации, управления процессом технологического проектирования; а также для подготовки данных для систем управления ресурсами предприятия ERP и планирования производства MES.

## Нормирование
В системе СПРУТ-ТП представлено более 30 оцифрованных и автоматизированных нормативов. Большинство из них основано на межотраслевых и отраслевых нормативах, разработанных и изданных под управлением Центрального бюро нормативов по труду (ЦБНТ) при Министерстве труда и социального развития Российской Федерации.

## Нормативно-справочная информация
В состав СПРУТ-ТП входит система управления нормативно-справочной технологической информацией, которая используется в процессах конструкторско-технологической подготовки производства и обеспечивает централизованное хранение и использование информации о следующих темах:
- цеховой структуре производства, оборудования;
- материалах и сортаментах;
- единицах измерения;
- коэффициентах пересчёта значений измеряемых величин[4].